# Antrodiaetus microunicolor
Antrodiaetus microunicolor is een spinnensoort uit de familie Antrodiaetidae. De soort komt voor in de Verenigde Staten.